# Skrajna Sobkowa Szczerbina
Skrajna Sobkowa Szczerbina (słow. Malá suchá štrbina) – piarżysta przełęcz znajdująca się w Sobkowej Grani w słowackiej części Tatr Wysokich. Na północnym wschodzie graniczy z Pośrednią Sobkową Turnią, natomiast na południowy zachód od niego znajduje się Mała Sobkowa Turnia. Przełęcz położona jest w pobliżu tej ostatniej.
Północne stoki opadają ze Skrajnej Sobkowej Szczerbiny i sąsiednich obiektów do Doliny Suchej Jaworowej, południowe – do Sobkowego Żlebu. Do Doliny Suchej Jaworowej opada z przełęczy długi żleb rozdzielający się w dolnej części na dwa urwiste kominy. Na przełęcz nie prowadzą żadne szlaki turystyczne. Najdogodniejsza droga dla taterników prowadzi z Sobkowego Żlebu.
Pierwsze wejścia (przy przejściu granią):
- letnie – Ferenc Barcza, Imre Barcza i Oszkár Jordán, 16 maja 1910 r.,
- zimowe – Jerzy Pierzchała, 27 kwietnia 1936 r.[2]